# Richard Leveson
Pour les articles homonymes, voir Leveson.
Richard Leveson (1598-1661) est un homme politique anglais qui est député à la Chambre des Communes de 1640 à 1642. Il soutient la cause royaliste au cours de la Première révolution anglaise.

## Biographie

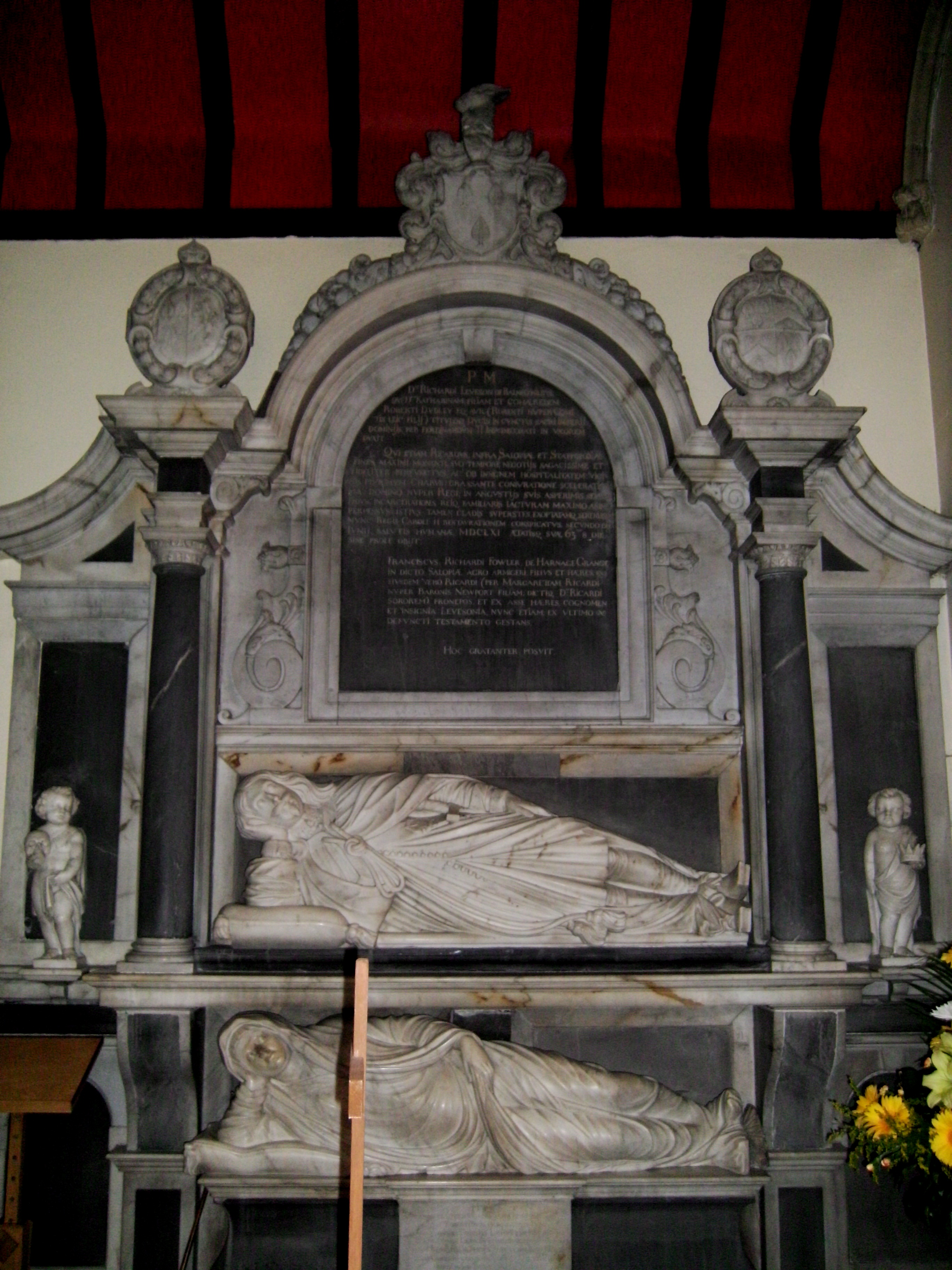
Le mémorial de Richard Leveson (1598-1661) et son épouse Katherine Dudley. Eglise saint-michel, Lilleshall, Shropshire.

Il est le deuxième fils de John Leveson (en) de Halling, Kent, et de sa seconde épouse Chrétienne Mildmay, fille de Walter Mildmay (en). En 1605, il hérite d'une propriété à Trentham (Staffordshire) et à Lilleshall Hall (Shropshire) du cousin de son père, Richard Leveson, le vice-amiral d'Angleterre. Son frère aîné, John, qui est destiné à hériter de son père, meurt en 1612, trois ans avant son père. Il hérite donc de son père des domaines dans le Kent ainsi que le poste de vice-amiral. Il reconstruit le siège de la famille à Trentham Hall entre 1630 et 1638, pour un coût de plus de £6000,.
En novembre 1640, il est élu député pour Newcastle-under-Lyme dans le Long Parlement. Il soutient les royalistes dans le Staffordshire et est chassé du parlement le 24 novembre 1642 pour avoir levé de troupes contre le parlement. En 1645 l'abbaye de Lilleshall tombe aux mains de l'armée parlementaire et Leveson est emprisonné à Nantwich.
Il épouse Katherine Dudley, fille de Robert Dudley, mais n'a pas d'enfants. Ses cohéritières sont les deux filles de son frère aîné John. L'une d'elles, Christiane, épouse Peter Temple de Stowe Un portrait de ce Richard Leveson est dans la collection de peintures à Stowe House, Buckingham. Un portrait par Antoine van Dyck appartenait au duc de Sutherland en 1891. Il est acheté lors de la vente des possessions des ducs de Buckingham et de Chandos à Stowe House en 1848. Il est décrit dans le catalogue de la vente de Van Dyck (alors que les autres peintures sont décrites comme des "après Van Dyck" ou une "copie de Van Dyck').